# Wilma de Faria
Wilma Maria de Faria GOMM (Mossoró, 17 de fevereiro de 1945 — Natal, 15 de junho de 2017), também conhecida como Wilma Maia, foi uma professora e política brasileira, tendo como sua última agremiação partidária o Partido Trabalhista do Brasil, atual Avante. Sua trajetória política é marcada por importantes conquistas, sendo a primeira mulher a ocupar o cargo de prefeita de Natal, onde exerceu sua gestão em Três mandatos: de 1989 a 1993 e de 1997 a 2000 quando foi reeleita, mas renunciou ao cargo em Abril de 2002, quando decidiu se candidatar ao governo do estado. Além de sua atuação como prefeita, Wilma fez história ao se tornar a primeira mulher governadora do Rio Grande do Norte, ocupando o cargo de 2003 a 2010.
Antes de assumir esses papéis de destaque, Wilma foi primeira-dama do estado, sendo casada com Lavoisier Maia, o 44.º governador potiguar, de 1979 a 1983. Sua experiência e engajamento político a levaram a se tornar vereadora em Natal, cargo que ocupava até o momento de seu falecimento.
A trajetória de Wilma é significativa para a política potiguar, especialmente na luta pela representação feminina em cargos de liderança, onde seu legado perdura na memória da sociedade e na política do Rio Grande do Norte. Sua vida e carreira são lembradas pela relevância de suas conquistas e pelo impacto que tiveram na promoção da igualdade de gênero e na inclusão feminina na política.

## Vida pessoal
Wilma de Faria nasceu em uma família de destaque, filha de Morton Mariz de Faria e Francisca Sally Paraguaio de Faria, e neta de Paulina Engrácia de Medeiros Mariz, irmã do ex-governador Dinarte de Medeiros Mariz. Sua ligação familiar com a política é ainda mais reforçada pelo seu primo legítimo, Gurgel de Faria, que se tornou Ministro do Superior Tribunal de Justiça.
Casou-se aos 17 anos com o médico Lavoisier Maia em 1959, com quem teve quatro filhos: Ana Cristina, Márcia, Lauro e Cíntia. Após um longo relacionamento, o casal se separou em 1992. Posteriormente, Wilma contraiu matrimônio com Hérbat Spencer Batista Meira, ex-chefe da Casa Civil de Natal.
Wilma também tinha dois irmãos gêmeos, Nelson Newton de Faria e Newton Nelson de Faria.

## Carreira política

### Primeira-dama do Rio Grande do Norte
Wilma de Faria começou sua trajetória pública em 1979 ao se tornar primeira-dama do Rio Grande do Norte, período em que se destacou por seu engajamento em diversas causas sociais. Coordenando o Programa Nacional do Voluntariado (Pronav), assumiu a presidência da Legião Brasileira de Assistência (LBA) no estado, onde implementou iniciativas voltadas para a assistência e a inclusão social. Além disso, sua liderança na Associação de Pais e Amigos dos Excepcionais (APAE) demonstrou seu compromisso com a defesa dos direitos de pessoas com deficiência, e a criação do Movimento de Integração e Orientação Social (MEIOS) consolidou sua atuação na promoção da cidadania.
Em 1979, sua participação no seminário internacional sobre o problema populacional na América Latina, realizado no México, proporcionou uma visão ampla sobre os desafios enfrentados na região, reforçando a importância de políticas públicas eficazes para a gestão populacional e o desenvolvimento sustentável. A viagem de estudos ao Centro Agronômico Tropical de Investigação e Ensino, na Costa Rica, a convite do Instituto Interamericano de Ciências Agrícolas, expandiu ainda mais sua compreensão sobre questões agrárias e ambientais, influenciando suas futuras decisões políticas.

### Deputada federal
Em 1983, Wilma de Faria foi nomeada Secretária de Trabalho e Bem-Estar Social durante o primeiro governo de José Agripino Maia, onde desempenhou um papel fundamental na implementação de políticas sociais voltadas para a população mais vulnerável do Rio Grande do Norte. Durante seu tempo à frente da secretaria, Wilma se dedicou a desenvolver programas que promoviam a inclusão social e o acesso a serviços essenciais.
No entanto, em 15 de julho de 1985, Wilma desvinculou-se da secretaria para lançar sua candidatura à prefeitura de Natal, filiada ao Partido Democrático Social. Embora tenha feito uma campanha ativa, ela não conseguiu vencer as eleições, sendo derrotada pelo então deputado estadual Garibaldi Alves Filho.
A derrota nas eleições municipais não desanimou Wilma. Em 1986, ela foi eleita deputada federal pelo Rio Grande do Norte, conquistando a cadeira com o número 1111. Durante seu mandato na Câmara dos Deputados, ela se destacou na Assembleia Constituinte, contribuindo significativamente para a elaboração da nova Constituição Brasileira de 1988. Seu compromisso com os direitos sociais e dos trabalhadores a levou a votar a favor de diversas propostas que beneficiavam essas áreas, o que a destacou entre seus pares.
De fato, sua atuação parlamentar a fez figurar entre os deputados considerados "nota 10" pelo Departamento Intersindical de Assuntos Parlamentares (DIAP), um reconhecimento que evidencia a eficácia em temas relacionados a políticas públicas e direitos sociais.

### Prefeita de Natal
Em 1988, Wilma, já filiada ao PDT, fez história ao vencer a eleição para a prefeitura de Natal, tornando-se a primeira mulher a assumir o cargo. Durante seu mandato de quatro anos, ela implementou diversas políticas públicas voltadas para a educação, saúde e infraestrutura, o que contribuiu para elevar sua popularidade junto à população natalense. Ao final de seu mandato, com sua imagem consolidada e aprovada, Wilma conseguiu eleger Aldo Tinoco Filho como seu sucessor nas eleições de 1992.
Nesse período, sua vida pessoal também passou por mudanças significativas, pois ela já estava separada de Lavoisier Maia, seu ex-marido e ex-governador do estado. Essa separação marcou um novo capítulo em sua trajetória política, levando-a a ingressar no PSB. Em 1994, Wilma tentou uma nova candidatura ao governo do estado, mas obteve apenas a quarta colocação nas eleições, um resultado que não diminuiu sua determinação em continuar na vida pública.
Em 1996, após um rompimento político com Aldo Tinoco, ela decidiu voltar a disputar a Prefeitura de Natal. Com o apoio de José Agripino Maia, Wilma obteve sucesso nas urnas e venceu a eleição, retornando ao cargo de prefeita. Essa vitória reafirmou seu status como uma líder política de destaque na cidade e demonstrou sua resiliência e capacidade de adaptação em um cenário político desafiador.

### Governadora do Rio Grande do Norte

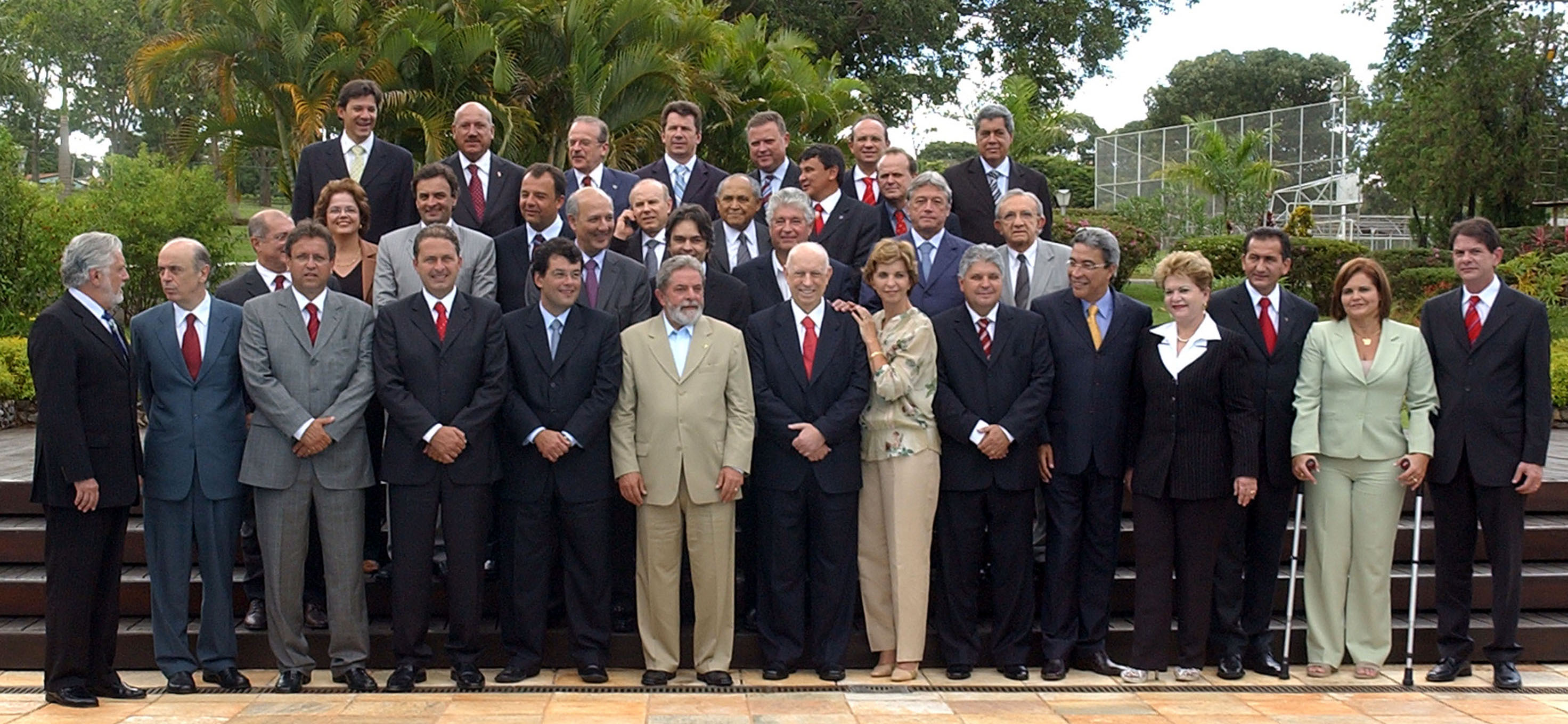
Wilma de Faria (a quarta da direita para esquerda) em encontro com o então presidente Luiz Inácio Lula da Silva, o então vice-presidente José Alencar, e outros 26 governadores em 6 de março de 2007.

Em 1999, Wilma de Faria rompeu politicamente com José Agripino Maia, uma decisão que refletiu mudanças no cenário político do Rio Grande do Norte. No ano 2000, ela obteve o apoio do então governador Garibaldi Alves Filho em sua candidatura à reeleição para a Prefeitura de Natal, o que contribuiu significativamente para sua vitória. Em abril de 2002, Wilma renunciou ao cargo de prefeita para concorrer ao governo do estado. Sua campanha foi bem-sucedida, e ela foi eleita governadora com 820.541 votos, equivalentes a 61,05% dos votos válidos, consolidando-se como uma figura central na política potiguar.
Em 2006, Wilma buscou a reeleição como governadora, formando chapa com Iberê Ferreira de Souza. Em uma disputa histórica contra Garibaldi Alves, ela venceu no segundo turno, conquistando 824.101 votos, o que correspondeu a 52,38% dos votos válidos. Essa vitória solidificou ainda mais sua influência política no estado.
Entretanto, sua trajetória não foi isenta de controvérsias. Em 2008, durante a Operação Hígia, da Polícia Federal, seu filho, Lauro Maia Neto, foi preso junto com outros integrantes do governo, suspeitos de desviar R$ 36 milhões. O episódio gerou repercussões negativas e desafiou sua imagem política, embora Wilma tenha conseguido manter uma base de apoio considerável ao longo de sua carreira.
Em uma pesquisa realizada entre 14 e 17 de julho de 2018 pelo IBOPE/Tribuna do Norte, Wilma foi citada por 30% dos entrevistados como o melhor governador do Rio Grande do Norte nos últimos 30 anos, superando outros políticos proeminentes como Garibaldi Alves Filho (20%) e José Agripino Maia (17%). Essa pesquisa evidenciou a importância e o impacto duradouro de sua administração no estado, além de demonstrar que, apesar das adversidades, Wilma de Faria é lembrada como uma líder significativa na história política potiguar.

### Candidatura ao senado em 2010

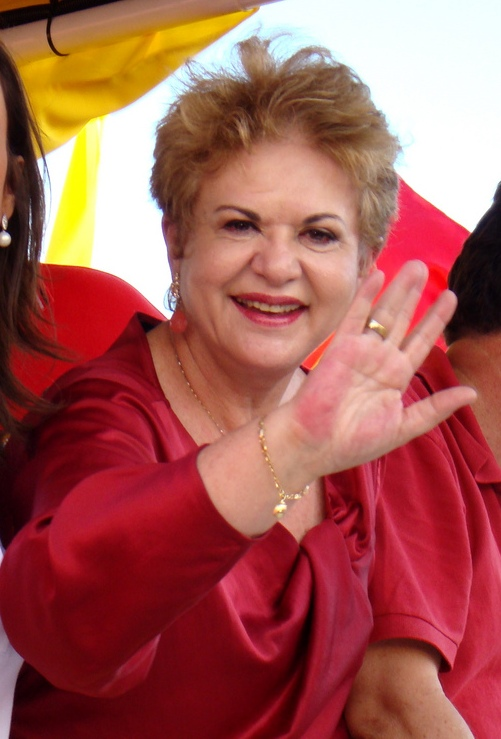
Wilma de Faria na disputa ao senado em 2010.

Ao final de março de 2010, Wilma de Faria decidiu renunciar ao governo do Rio Grande do Norte, passando o cargo a seu vice, Iberê. Essa decisão foi estratégica, pois permitiu que ela se lançasse como candidata ao Senado nas eleições gerais programadas para 3 de outubro daquele ano. Em 31 de março de 2010, Wilma fez a renúncia oficial, abrindo caminho para sua nova empreitada política.
Nas eleições de 2010, Wilma de Faria obteve a terceira colocação na disputa para o Senado, recebendo 651.358 votos, o que representou 21,89% dos votos válidos. Essa campanha, apesar de sua experiência e popularidade, não foi suficiente para garantir uma vitória. Ela foi superada pelo peemedebista Garibaldi Alves Filho, que foi reeleito com 1.042.272 votos (35,03% dos válidos), e pelo democrata José Agripino, que também conseguiu sua reeleição, totalizando 958.891 votos (32,23% dos válidos).

### Vice-prefeita de Natal
Na eleição municipal de Natal em 2012, Wilma de Faria foi inicialmente considerada uma das principais candidatas à prefeitura, representando o PSB. Contudo, em maio daquele ano, ela decidiu desistir de sua candidatura, priorizando a união do partido em apoio à candidatura de Carlos Eduardo Alves, do PDT. Essa decisão foi estratégica, visando fortalecer a frente de oposição e unir forças em torno de um candidato que já tinha expressiva popularidade.
Em junho, o apoio foi formalizado, e Wilma anunciou que seria candidata a vice-prefeita na chapa de Carlos Eduardo. Essa aliança se mostrou frutífera. Na eleição realizada em 7 de outubro, Carlos Eduardo avançou para o segundo turno, onde competiu contra Hermano Moraes, do PMDB. Em uma disputada eleição, Carlos Eduardo saiu vitorioso no segundo turno, realizado em 28 de outubro, sendo eleito prefeito de Natal. Com a vitória de Carlos Eduardo, Wilma de Faria tornou-se vice-prefeita da cidade, consolidando seu retorno ao poder executivo após sua experiência como governadora.

### Candidatura ao senado em 2014
Em 2014, Wilma de Faria decidiu candidatar-se a uma vaga no Senado, contando com o apoio das tradicionais oligarquias políticas do Rio Grande do Norte, incluindo os Alves, Rosado e Maia. Esses grupos também estavam alinhados com a candidatura de Henrique Eduardo Alves, que disputava o governo do estado. A campanha de Wilma foi estratégica, buscando unir forças com esses importantes aliados políticos para reforçar sua posição nas eleições.
No entanto, apesar do apoio expressivo e de sua vasta experiência política, Wilma não conseguiu conquistar a vaga no Senado. Ela obteve 636.896 votos, equivalentes a 43,23% dos votos válidos, ficando em segundo lugar. A vitória foi para a então deputada federal do PT, Fátima Bezerra, que recebeu 808.055 votos, o que representou 54,84% dos votos válidos.

### Vereadora de Natal
Em 2016, Wilma de Faria enfrentou um momento de transição em sua carreira política ao deixar o PSB, após perder a presidência estadual da legenda para o deputado federal Rafael Motta. Essa mudança a levou a se filiar ao PTdoB, um partido presidido pelo deputado estadual Carlos Augusto Maia, que havia se juntado ao PCdoB. Ao assumir a presidência do PTdoB, Wilma recuperou um espaço de liderança dentro do cenário político do Rio Grande do Norte.
Naquele ano, Wilma decidiu candidatar-se a uma vaga na Câmara Municipal de Natal, integrando a chapa do PTdoB/PSDB que era liderada por sua filha, Márcia Maia, que concorria à prefeitura. A campanha foi bem-sucedida, e Wilma foi eleita vereadora com 4.421 votos, demonstrando que sua influência e carisma continuavam a ressoar entre os eleitores da capital potiguar.
Wilma assumiu sua cadeira na Câmara Municipal em 1º de janeiro de 2017, iniciando mais uma etapa de sua carreira política. Contudo, em 18 de abril do mesmo ano, ela afastou-se temporariamente do cargo para se submeter a um tratamento de câncer. Nesse período, foi substituída pelo suplente Dickson Júnior, do PSDB.

## Morte
Wilma de Faria faleceu em 15 de junho de 2017, aos 72 anos, em Natal, vítima de falência múltipla dos órgãos, condição que se agravou após uma luta de dois anos contra um câncer no sistema digestório, diagnosticado em 2015. O velório de Wilma ocorreu na Catedral Metropolitana de Natal e o sepultamento foi realizado no cemitério Morada da Paz.

## Homenagens Póstumas
No ano de 2019, a Câmara Municipal de Natal aprovou a criação da Comenda Wilma de Faria, que é entregue à benfeitores que atuam em prol do bem-estar social.
No ano de 2022, Márcia Maia representou sua mãe na entrega do Diploma Bertha Luz, como homenagem póstuma, proposta no Senado Federal, pela Senadora Zenaide Maia.
No ano de 2023, a TV Câmara Natal, por meio do programa documental Personalidades retratou a história pessoal e política da ex-governadora

## Desempenho em Eleições
| Ano  | Eleição            | Cargo            | Partido | Partido | Coligação                                                                        | Titular/Vice/Suplentes   | Votos para Wilma | Votos para Wilma | Votos para Wilma | Votos para Wilma | Resultado            | Ref    |
| Ano  | Eleição            | Cargo            | Partido | Partido | Coligação                                                                        | Titular/Vice/Suplentes   | T.               | Total            | %                | P.               | Resultado            | Ref    |
| ---- | ------------------ | ---------------- | --- | ------- | -------------------------------------------------------------------------------- | ------------------------ | ---------------- | ---------------- | ---------------- | ---------------- | -------------------- | ------ |
| 1985 | Municipal de Natal | Prefeita         | | PDS     | Aliança Comunitária (PDS, PFL)                                                   | Vice: Pedro Lucena (PFL) | 1°               | 82.136           | 44,63%           | 2ª               | Não Eleita           | [ 9 ]  |
| 1986 | Estadual do RN     | Deputada Federal | Aliança Popular (PDS, PFL, PTB)                                                                                           | PDS     | —                                                                                | 1°                       | 143.583          | 15,48%           | 1ª               | Eleita           | [ 24 ]               |        |
| 1988 | Municipal de Natal | Prefeita         | | PDT     | Oposição Unida (PDT, PFL, PDS, PSD, PCB)                                         | Vice: Ney Lopes (PFL)    | 1°               | 93.728           | 46,92%           | 1ª               | Eleita               | [ 9 ]  |
| 1994 | Estadual do RN     | Governadora      | | PSB     | Frente Popular Pela Cidadania (PSB, PCdoB, PCB, PPS, PMN, PV, PSC)               | Vice: Binha Torres (PSB) | 1°               | 35.591           | 3,83%            | 4ª               | Não Eleita           | [ 9 ]  |
| 1996 | Municipal de Natal | Prefeita         | Frente Democrática pela Vontade do Povo (PSB, PFL, PTB, PCB, PV)                                                          | PSB     | Vice: Marcílio Carrilho (PFL)                                                    | 1°                       | 92.244           | 35,79%           | 1ª               | Segundo Turno    |                      |        |
| 1996 | Municipal de Natal | Prefeita         | Frente Democrática pela Vontade do Povo (PSB, PFL, PTB, PCB, PV)                                                          | PSB     | Vice: Marcílio Carrilho (PFL)                                                    | 2°                       | 136.396          | 51,68%           | 1ª               | Eleita           | [ 9 ]                |        |
| 2000 | Municipal de Natal | Prefeita         | Unidade Popular a Favor de Natal (PSB, PMDB, PPS, PPB, PMN, PV, PL, PAN, PSD)                                             | PSB     | Vice: Carlos Eduardo Alves (PMDB)                                                | 1°                       | 178.016          | 57,71%           | 1ª               | Eleita           | [ 9 ]                |        |
| 2002 | Estadual do RN     | Governadora      | Vitória do Povo (PSB, PST, PGT)                                                                                           | PSB     | Vice: Antônio Jácome (PSB)                                                       | 1°                       | 492.756          | 37,59%           | 1ª               | Segundo Turno    | [ 9 ]                |        |
| 2002 | Estadual do RN     | Governadora      | Vitória do Povo (PSB, PST, PGT)                                                                                           | PSB     | Vice: Antônio Jácome (PSB)                                                       | 2°                       | 820.541          | 61,05%           | 1ª               | Eleita           | [ 25 ] [ 10 ]        |        |
| 2006 | Estadual do RN     | Governadora      | Vitória do Povo (PSB, PTB, PT, PL, PPS, PCdoB, PHS, PMN, PTdoB)                                                           | PSB     | Vice: Iberê Ferreira (PSB)                                                       | 1°                       | 764.016          | 49,58%           | 1ª               | Segundo Turno    | [ 26 ]               |        |
| 2006 | Estadual do RN     | Governadora      | Vitória do Povo (PSB, PTB, PT, PL, PPS, PCdoB, PHS, PMN, PTdoB)                                                           | PSB     | Vice: Iberê Ferreira (PSB)                                                       | 2°                       | 824.101          | 52,38%           | 1ª               | Eleita           | [ 27 ] [ 28 ] [ 11 ] |        |
| 2010 | Estadual do RN     | Senadora         | Vitória do Povo (PSB, PT, PTB, PPS)                                                                                       | PSB     | 1° Suplente: Luiz Cláudio Macedo (PSB) 2° Suplente: Pedro Terceiro de Melo (PSB) | 1°                       | 651.358          | 21,89%           | 3ª               | Não Eleita       | [ 16 ]               |        |
| 2012 | Municipal de Natal | Vice-prefeita    | União Por Natal (PDT, PSB, PRB, PTN, PPS, PHS, PPL, PSD, PCdoB)                                                           | PSB     | Titular: Carlos Eduardo Alves (PDT)                                              | 1°                       | 153.464          | 40,42%           | 1ª               | Segundo Turno    | [ 29 ] [ 9 ]         |        |
| 2012 | Municipal de Natal | Vice-prefeita    | União Por Natal (PDT, PSB, PRB, PTN, PPS, PHS, PPL, PSD, PCdoB)                                                           | PSB     | Titular: Carlos Eduardo Alves (PDT)                                              | 2°                       | 214.687          | 58,31%           | 1ª               | Eleita           | [ 30 ]               |        |
| 2014 | Estadual do RN     | Senadora         | União pela mudança (PSB, PMDB, PR, DEM, PSDB, Solidariedade, PROS, PDT, PPS, PTB, PRB, PSC, PV, PHS, PMN, PSDC, PRP, PTN) | PSB     | 1° Suplente: Flávio Azevedo (PMDB) 2° Suplente: Edmilson Gomes (PMDB)            | 1°                       | 636.896          | 43,23%           | 2ª               | Não Eleita       | [ 20 ]               |        |
| 2016 | Municipal de Natal | Vereadora        | | PTdoB   | A Favor de Natal (PSDB, PEN, PP, PTdoB, PMB)                                     | —                        | 1°               | 4.421            | 1,21%            | 14ª              | Eleita               | [ 21 ] |